# Club del Fuego Infernal
El Club del Fuego Infernal (Hellfire Club) fue una sociedad elitista hedonista de la Inglaterra del siglo XVIII, fundada por Phillip, Duque de Wharton, y continuada por sir Francis Dashwood, destacado político que fue miembro del Parlamento Británico, tesorero real, canciller y barón. El club operó entre 1749 y 1766, y aglutinó a gran cantidad de destacadas figuras tanto de Gran Bretaña como de Estados Unidos, incluyendo al renombrado masón Benjamín Franklin, padre fundador de los Estados Unidos.
Algunos de los miembros del club fueron el Duque de Wharton, Robert Vansittart, Thomas Potter, Francis Duffield, Edward Thompson, Paul Whitehead, John Montagu, Earl of Sandwich, George Bubb Dodington, William Hogarth, John Wilkes y Benjamin Franklin.
El grupo se reunía originalmente en tabernas públicas, pero luego se reunieron en la mansión de Darshwood (por primera vez el Walpurgis de 1752), en West Wycombe, por lo que el club también recibió como nombres: Brotherhood of St. Francis of Wycombe (La Hermandad de San Francisco de Wycombe) y Order of Knights of West Wycombe (La Orden de los Caballeros de West Wycombe).
Si bien se les acusaba de la realización de rituales satánicos y orgías, estudiosos modernos creen que el grupo, más que realmente satánico en práctica, era una sociedad filosófica e intelectual que blasfemaba jocosamente de la religión cristiana, sin que genuinamente practicaran el satanismo. Sus reuniones parecían más reuniones sociales con alcohol y prostitutas, sin que mediara una genuina unión religiosa.
El club se desintegró tras el nombramiento de Dashwood en la Cámara de los Lores y la polémica en torno a las acusaciones de insurrección contra John Wilkes.